# Nøddebo Præstegård (film fra 1974)
 For alternative betydninger, se Nøddebo Præstegård (flertydig). (Se også artikler, som begynder med Nøddebo Præstegård)
Nøddebo Præstegård er en dansk film fra 1974, skrevet og instrueret af Peer Guldbrandsen efter romanen Ved Nytaarstid i Nøddebo Præstegaard af Henrik Scharling og Elith Reumerts dramatisering. Der er tale om en genindspilning af filmen fra 1934. Den er optaget omkring Greve Præstegård tæt ved Greve Strand på Nordøstsjælland.

## Medvirkende
- Lars Høy
- Jens Brenaa
- Michael Lindvad
- Poul Bundgaard
- Birgitte Federspiel
- Merete Voldstedlund
- Lisbet Dahl
- Arthur Jensen
- Ulf Pilgaard
- Paul Hagen
- Kirsten Rolffes
- Karl Stegger
- Karen Lykkehus
- Judy Gringer
- Lizzi Varencke
- Ebba With
- Susanne Jagd
- Lise Thomsen